# Plotheia
Plotheia är ett släkte av fjärilar. Plotheia ingår i familjen trågspinnare.

## Dottertaxa tillPlotheia, i alfabetisk ordning[1]
- Plotheia albistriga
- Plotheia albivitta
- Plotheia albotecta
- Plotheia apicialba
- Plotheia atra
- Plotheia basifascia
- Plotheia canescens
- Plotheia cinerascens
- Plotheia concisa
- Plotheia cristulina
- Plotheia decrescens
- Plotheia dorsialba
- Plotheia dorsibrunnea
- Plotheia frontalis
- Plotheia griseovirens
- Plotheia guttulosa
- Plotheia imprimens
- Plotheia lata
- Plotheia lativitta
- Plotheia lativittifera
- Plotheia lichenoides
- Plotheia medioalbida
- Plotheia nigra
- Plotheia obliquevittata
- Plotheia onusta
- Plotheia plagiata
- Plotheia plumbeocinerea
- Plotheia punctiseriata
- Plotheia rectifera
- Plotheia rudivitta
- Plotheia rufofascia
- Plotheia signata
- Plotheia spurcata
- Plotheia subglauca
- Plotheia subgriseovirens
- Plotheia sublata
- Plotheia sublichenoides
- Plotheia velata